# Établissement public
In Frankreich wird unter einem Établissement public eine öffentliche Einrichtung mit dem Status einer juristischen Person (personne morale) des öffentlichen Rechts verstanden, die eine definierte gemeinnützige Aufgabe erfüllt. Abzugrenzen ist das Établissement public von anderen Einrichtungen, die öffentliche Aufgaben erfüllen, so dem Établissement d’utilité publique, dessen Rechtsform privatrechtlich ist, zudem von der Régie – einer Einrichtung, die wie das Établissement public öffentlich-rechtlich, jedoch anders als dieses keine juristische Person ist – und von der Konzession (Concession), d. h. der Wahrnehmung einer Aufgabe des öffentlichen Dienstes durch einen privaten Akteur.

## Grundsätze
Ein Établissement public handelt autonom, steht dabei jedoch unter der Aufsicht der für es zuständigen Gebietskörperschaft. Es erfüllt Aufgaben aus einem spezifischen, präzise definierten Kompetenzbereich. Allerdings muss der geographische Tätigkeitsbereich eines lokalen oder regionalen Établissement public nicht auf das Territorium der übergeordneten Gebietskörperschaft begrenzt sein.

## Klassifizierung

### Grundsätzliche Unterscheidung EPA und EPIC
Wenngleich es inzwischen eine Vielzahl verschiedener Unterarten von Établissements publics gibt, werden in der Regel bei der Klassifizierung zwei klassische und grundsätzlich unterschiedliche Arten voneinander abgegrenzt: dies sind zum einen die im engeren Sinn mit Verwaltungsaufgaben befassten EPs, die sogenannten Établissements publics administratifs (EPA), zum anderen EPs, die kommerziell-industrielle Aufgaben wahrnehmen, die Établissements publics à caractère industriel ou commercial (EPIC).
Die EPA sind als Einrichtungen mit klassischem Behördencharakter vollständig dem öffentlichen Recht unterworfen und genießen auch entsprechende Privilegien, etwa zur Gebührenerhebung oder der Ausübung von Zwangsmaßnahmen; im Fall von Konflikten kommen die üblichen Widerspruchsverfahren gegen behördliche Entscheidungen des Verwaltungsrechts zur Anwendung. Ein Beispiel für ein EPA ist die Behörde für Arzneimittelsicherheit ANSM.
Die EPIC hingegen unterliegen in weiten Bereichen dem Privatrecht, so etwa bei der Buchführung und im Arbeitsrecht. Agiert ein EPIC als Händler, so werden Konflikte mit Kunden vor Zivilgerichten, nicht vor Verwaltungsgerichten verhandelt. Ein Beispiel für ein EPIC ist die Eisenbahngesellschaft SNCF.

### Typen vonÉtablissements publicsim Detail
Im französischen Gesetz sind verschiedene Typen eines Établissement public definiert:
- établissements publics à caractère scientifique et technologique (EPST)
- établissements publics à caractère industriel et commercial (EPIC)
- établissements publics locaux d’enseignement (EPLE)
- établissements publics d’enseignement supérieur et de recherche
- établissements publics à caractère scientifique, culturel et professionnel (EPSCP, seltener auch EPCSCP)
- établissements publics de coopération culturelle (EPCC)
- établissements publics à caractère économique
- établissements publics à caractère administratif
- établissements publics de coopération intercommunale (EPCI)[3]